# Бес (монета)
Бес використовувався рідко як монета вартістю:
- 1 Бес= 2/3 Аса = 2 Трієнси = 8 Унцій[3]

У звичайних випадках він був мірою ваги у стародавньому Римі і означав дві третини:
- 1 Бес= 2/3 Аса (Лібри, римського фунта)= 213.3 гр.

Бес, як позначення ваги, використовувався в Італії до 1953 року, однак на регіональному рівні.
Це було своєрідною спробою витіснити кілограм із Метричної системи мір.
- 1 Бес = 1 кілограм.